# Geisshorn (berg)
Geisshorn är ett berg i Schweiz. Det ligger i distriktet Brig och kantonen Valais, i den centrala delen av landet. Toppen på Geisshorn är 3 740 meter över havet.
Terrängen runt Geisshorn är huvudsakligen mycket bergig. Den högsta punkten i närheten är Aletschhorn, 4 195 meter över havet, 2,9 km norr om Geisshorn.
Trakten runt Geisshorn består i huvudsak av kala bergstoppar och isformationer.